# Geografia transportu
Geografia transportu – jeden z działów geografii komunikacji. Przedmiotem badań jest transport osób i towarów w aspekcie przestrzennym, w powiązaniu ze środowiskiem geograficznym, przy uwzględnieniu czynników społeczno-ekonomicznych.
Ogólnie problematykę geografii transportu można podzielić na dwie grupy zagadnień:
- dotyczące sieci transportowej, a więc dróg transportu oraz całej infrastruktury z tym związanej;
- dotyczące działalności transportu – ruchu pojazdów oraz przewozu osób i ładunków.

Geografia transportu jest silnie powiązana z innymi działami nauki zajmującymi się komunikacją: ekonomiką transportu, logistyką czy naukami, które zajmują się technicznymi aspektami transportu – budową i eksploatacją sieci i środków transportu.
Pojęciem szerszym od geografii transportu jest geografia komunikacji, obejmująca zarówno zagadnienia związane z transportem, jak i łącznością (geografia łączności).